# Gare des Tines
Gare des Tines vasútállomás Franciaországban, Chamonix-Mont-Blanc településen.

## Vasútvonalak
Az állomást az alábbi vasútvonalak érintik:
- Saint-Gervais–Vallorcine-vasútvonal

## Kapcsolódó állomások
A vasútállomáshoz az alábbi állomások vannak a legközelebb:
- Gare des Praz-de-Chamonix (Gare de Saint-Gervais-les-Bains-Le Fayet, Saint-Gervais–Vallorcine-vasútvonal)
- Gare de La Joux (Gare de Vallorcine, Saint-Gervais–Vallorcine-vasútvonal)